# Tattoos & Tequila
Tattoos & Tequila, es el tercer disco de estudio en solitario del cantante de Mötley Crüe, Vince Neil. Es el primer álbum que lanza en 7 años desde el disco en vivo "Live at the Whisky: One Night Only" en 2003 y el primer álbum en solitario en 15 años desde el "Carved in Stone" del 1995. 
El álbum está compuesto en su mayoría por covers de canciones rock de los 70, con solo un par de temas originales: "Tattoos & Tequila" (escrita por Marti Frederiksen) que fue lanzada como primer sencillo, y "Another Bad Day" (escrita por Nikki Sixx, James Michael y Tracii Guns). Neil comentó: "Este álbum no tiene nada que ver con Mötley Crüe, Tattoos & Tequila es básicamente mi vida".
El álbum ha sido grabado con los miembros de Slaughter Jeff Blando (Guitarra) y Dana Strum (Bajo) y el baterista Zoltan Chaney.
Como afirma en una entrevista realizada por Nikki SIxx en el programa de radio, Sixx Sense, la canción "Another Bad Day" fue escrita originalmente para Mötley Crüe, sin embargo, a Tommy Lee no le gustaba la canción. Mötley Crüe grabó, "Bitch is Back" pero la canción no se lanzó.
Cada canción del álbum corresponde con un capítulo del libro de Vince.
Vince cantó "Another Piece of Meat" con Scorpions en 2010.

## Lista de canciones
| N.º | Título | Escritor(es) | Artista Original (fecha) | Duración |  |

## Personal
- Vince Neil – Voz
- Jeff Blando – Guitarra
- Dana Strum – Bajo
- Zoltan Chaney – Batería

- Datos: Q1185331